# Негомиру (Горж)
Негомиру (рум. Negomiru) насеље је у Румунији у округу Горж у општини Негомир. Oпштина се налази на надморској висини од 218 m.

## Становништво
Према подацима из 2011. године у насељу је живело 3810 становника.